# Cinnamon Chasers
Cinnamon Chasers ist ein britisches Elektro-Musikprojekt aus London. Die Musik wird als Electro/Nu-Disco bzw. Alternative-Elektronic bezeichnet. Cinnamon Chasers sind beim Musiklabel Modus Records unter Vertrag. Es besteht aus Russ Davies, der sich und seine im Hintergrund stehende Band als „Cinnamon Chasers“ bezeichnet.

## Diskografie

### Alben
- 2011: A Million Miles from Home
- 2012: Dreams & Machines
- 2015: Myracom
- 2015: The Archives, Vol. 4: Analog Soundscapes
- 2015: Great Escape
- 2021: Doorways